# Norra Karelens brigad
Norra Karelens brigad (finska: Pohjois-Karjalan prikaati) var en infanteribrigad inom Finlands försvarsmakt. Brigaden var en del av Östra Finlands militärlän och hade sin stab förlagd i Joensuu i Norra Karelen.

## Historik
På grund av den omorganisation som Försvarsmakten gjorde under åren 2012 och 2015, kom Norra Karelens brigad att avvecklas i slutet av år 2013. Då den nya organisationsstrukturen i Försvarsmakten trädde i kraft den 1 januari 2015.